# Polycarpon depressum
Polycarpon depressum är en nejlikväxtart som beskrevs av Thomas Nuttall, John Torrey och Gray. Polycarpon depressum ingår i släktet tusenfrön, och familjen nejlikväxter. Inga underarter finns listade i Catalogue of Life.